# 高天麟
高天麟（1983年9月11日—），原名高天騏、高桔庠，前台灣男子籃球運動員，泰雅族人。曾效力緯來獵人、金門酒廠等隊。亦曾參與台灣三立電視台與華視製作的電視連續劇《MVP情人》的演出。2011年褪下球員身分後到南澳高中籃球隊擔任教練。

## 外部連結
- 高天麟在Eurobasket.com（球員）（英语）